# Medvěd plavý
Medvěd plavý (Ursus arctos isabellinus) je poddruh medvěda hnědého žijící v Pamíru, Ťan-šanu a Himálaji. Je uváděn jako kriticky ohrožený poddruh. Jedná se o reprezentanta poměrně staré medvědí populace ze střední Asie. Informací o tomto medvědovi existuje jen málo. Je považován za možný zdroj legend o sněžném muži yettim. V České republice je k vidění v Zoo Hluboká, která jej začala chovat jako jediná zoologická zahrada v západní polovině Evropy. V roce 2021 přeposkytla jeden pár do Zoo Spišská Nová Ves.

## Popis
U medvěda plavého se projevuje poměrně výrazný pohlavní dimorfismus. Samci (délka 1,5 m až 2,2 m) jsou výrazně mohutnější než samice (délka 1,37 až 1,83 m). Jedná se o největší zvíře Himálaje. Srst je obvykle písková nebo červenohnědá.

## Chování
Přes zimu medvěd plavý obvykle hibernuje (od října do dubna/května).

### Potrava
Medvěd plavý je všežravec. Loví malá i velká zvířata (jako kozy a ovce). Kromě toho však také konzumuje hmyz, trávu a další zeleň. Oblíbenou potravou jsou také ovoce a bobule.

## Ohrožení
Hlavními nebezpečími pro existenci medvěda plavého jsou lov a úbytek životního prostředí. Lidé ho loví ze dvou důvodů. Za prvé kvůli zisku trofejí a zábavě, za druhé kvůli uspokojení poptávky po částech těl ze strany tradiční čínské medicíny. Za úbytkem životního prostředí stojí těžba nerostných surovin, dřeva a rozvoj zemědělství. V současné době (2014) přežívá medvěd jen na 2 % území ze svého původního výskytu.